# 아키바 요이치
아키바 요이치(일본어: 秋葉 陽一, 1983년 11월 23일 ~ )는 일본의 전 축구 선수이다.

## 구단 경력
과거 요코하마 FC, 미토 홀리호크에서 활동하였다.